# En vinternat
En vinternat är en norsk svartvit stumfilm från 1917. Filmen regisserades av Oscar Gustafson och Peter Lykke-Seest efter ett manus av Lykke-Seest. Gustafson spelade också huvudrollen som docent Wollert Berg.
Gustafson svarade för scenografi och smink och Carl-Axel Söderström var fotograf. Filmen producerades av bolaget Christiania Film Co. och distribuerades av Internationalt Films-Kompani AS. Den hade premiär i Norge den 28 juli 1917.

## Handling
Vetenskapsmannen Wollert Berg åker till sin jaktstuga på fjället för att där skriva färdigt en avhandling. En vinternatt räddar han livet på två vandrare som håller på att omkomma i snön. Han ger dem husrum, men de beter sig mycket illa och plundrar en närliggande plats. De ser också till att misstankarna för stölden faller på Wollert Berg, som arresteras och döms. Men Bergs hustru och detektiv Sachsen ger sig förrän de skaffat fram bevis för vandrarnas skuld.

## Rollista
- Oscar Gustafson – Wollert Berg, docent
- Moltke Garmann – Nils Ludvik
- Turid Hetland – Per Grunks syster
- Bergliot Jønsson – Svart-Anne
- Kaare Knudsen – Per Grunk
- Botten Soot
- Robert Sperati
- Helen Storm – Betty, Wollert Bergs hustru
- Olav Sverénus – Saksen, detektiv
- Adolf Aanesen